# 鈴木みそ
鈴木 みそ（すずき みそ（ペンネーム）、1963年8月12日 - ）は、日本の漫画家。本名：鈴木稔
。静岡県下田市出身。東京藝術大学美術学部絵画科油絵専攻除籍。ペンネーム「みそ」は高校時代の美術部のあだ名。当時は苗字はなかったが、少年ジャンプの編集者だった鳥嶋和彦が「鈴木みそ」と名付ける。『ファミコン必勝本』ライター時代のペンネームは「ちゃっきりみそ」。

## 略歴
静岡県立下田北高等学校（現下田高校）卒。高校在学中から「月刊OUT」などの雑誌へギャグを投稿。常連の投稿者となる。18歳の時、受験のために上京。遊びにいった編集事務所でスカウトされ、美術予備校へ通う傍らライターとして活動する。少年ジャンプ、週刊漫画アクションなど、読者ページやコラムのページを担当。3ヶ月間、猿渡哲也「海の戦士」のアシスタントを務める。プロの仕事を間近で見ることで、ベタ、スクリーントーン、ホワイト等、漫画の描き方の基本を覚える。
20歳、2浪で東京藝術大学油絵科に合格。しかしゲーム雑誌の仕事で多忙となり、出席日数が足らず除籍。当時はファミリーコンピュータが大ブームであり、ファミコン必勝本ではゲームの攻略から裏技、読者ページまで、週30ページから60ページを書くこともあった。「キン肉マン」ムック、「キャプテン翼」ムックなど企画モノも多く手がける。週刊マーガレットのファミコンページ、女性セブンのお正月特集ページなど、企画モノばかり担当。
ナムコ「ゲーム雑誌対抗ゲーム大会」に、ファミコン必勝本代表の一人として出場、ファミリージョッキーで優勝。翌年第二回大会にも出場し、ファミリーサーキットで優勝。一人でコツコツやるタイプのゲームは強かった。
ますます雑誌の仕事が忙しくなるが、昔からの漫画家になりたいという想いは強くなる。編集プロダクションをやめ漫画家になると宣言。が、社長から引き継ぎなどのため半年引き止められる。
1987年プロダクションをやめ、1ヶ月集中して描いた初めての漫画「ネットワーク22」を『ビッグコミックスピリッツ』に持ち込む。2週間後に連載作家が原稿を落とした穴埋めとして掲載され、これが漫画家としての商業誌デビューとなる。同時期、イラストを描いていた竹書房の『近代麻雀オリジナル』で読み切り漫画を2本発表（それぞれ単行本未収録）。翌年『ファミコン通信』の編集者（当時）浜村弘一の誘いで、ゲームのできる漫画家として同誌で連載が始まる。
4コマ作品「ソフトパラドックス」（単行本未収録）が好評だったため、取材レポート漫画の「あんたっちゃぶる」を同誌で連載開始。
1993年に結婚。当時の仕事を全部休み、1年間アジア方面に長期休暇として夫婦で旅行をする。その時の旅行記を元に、3年後「アジアを喰う」として『週刊漫画アクション』に連載。
1995年より、創刊時の『コミックビーム』にて「オールナイトライブ」を連載開始。これ以後コミックビームでの連載は2015年まで続く。
1995年に「おとなのしくみ」の連載をもってファミ通へも本格復帰する。連載は2001年12月21日号掲載の「AiBoのしくみ」まで6年と続くが、これを以って本人の意向により突如連載が終了した。本人は単行本最終巻のあとがきにおいて、ネタ切れで苦労したことや、仕事に追われることの負担を振り返っている。
講談社ブルーバックスで「マンガ化学式に強くなる」「マンガ物理に強くなる」を発表。高校生に向けた科学の漫画というジャンルにも作風を広げた。
2000年代に入ると取材をベースにフィクションの人間ドラマを描いた『銭』や『限界集落（ギリギリ）温泉』などのストーリー漫画も手がける。
2013年に『限界集落（ギリギリ）温泉』の単行本を出版社を通さずAmazon.comを通じて配信するKindle ダイレクト・パブリッシング（出版社や既存流通を経由しないため一冊当たりの印税率が70％と紙の単行本に比べて高い）で電子書籍化することで、1年間で一千万円の収益を上げることに成功し、コミックの電子書籍化の先駆者として知られるようになった。その経験を基に、漫画家「鈴木みそ吉」の電子出版の過程を物語化した漫画『ナナのリテラシー』を描いている。
『コミックビーム』の創刊時から長年の間、同誌で執筆を続けてきたが『ナナのリテラシー』連載終了後に巻末コメントで「みそはビームを卒業します」の文章をあげており、以後同誌での連載・掲載執筆はしていない。

## 作風
元々雑誌の「編集者兼ライター兼イラストレーター」から漫画家になった経緯もあり、現在に至るまで取材中心のルポ漫画の仕事が多い。今はルポ漫画家として独自のポジションを得ている。
1990年代のファミ通での連載時に、誌面に合わせた4～5段組での細かいコマ割りによる構成による作風をこの頃に確立させ、このスタイルは現在でも使用している。
1998年にファミ通で「おとなのしくみ」を連載していた時にイラストレーターの寺田克也を取材し、これを機に作画や彩色をアナログからデジタルへと移行していった。単行本のおとなのしくみ第2巻は、表紙と中身を含めた全ページがカラーでのオールデジタル本である。

## 人物
ライター時代からカジュアルウェアにメガネがトレードマークで、自身の作品内に自分がキャラとして出演する場合も昔から今も変っていない。ただ現在は髪を金髪に染めている。
『オールナイトライブ』のネタから発展した「ちんげ教」の教祖を自称している。公式ブログのタイトルも同じく「ちんげ教」としていたが、ラジオに出演してもアナウンサーがサイト名を読み上げてくれず、周囲から改名の勧めを受けたことなどもあり、のちにブログ名は「CHANGE」に改めた。
編プロ時代に『ファミコン神拳』のオリジナルスタッフとして、漫画家デビュー後は『ファミコン必勝本』でドラゴンクエストシリーズに関わっている。HIPPON SUPER編集部・編『ドラゴンクエストIV MASTER'S CLUB』（JICC、1990年）では、ドラクエの4コマを執筆している。
テニスが趣味。「おとなのしくみ」連載中の2000年、スマッシュコート3の発売を控えたナムコからの誘いにより、当時若手テニスプレイヤーとして注目されていた浅越しのぶとの対戦を果たしている。
2023年4月時点で日本漫画家協会常務理事。

## 作品リスト

### 連載中
- X（てん）までとどけ（Mac Fan（毎日コミュニケーションズ）連載）
- おひろめ（GetNavi（学研プラス）連載）

### 連載の終了した作品
- あんたっちゃぶる（ファミコン通信連載、全4巻）

2011年5月より、「マンガ図書館Z」にて全4巻を電子書籍としてウェブサイトで無料公開開始(※後に無料公開終了、Kindleへ移行)
- おとなのしくみ（ファミ通連載、全4巻）

「マンガ図書館Z」にて全4巻を電子書籍としてウェブサイトで無料公開、無料公開終了後はKindleへ移行
- 限界集落（）温泉（コミックビーム連載、全4巻）

2013年1月より、AmazonのKindle ダイレクト・パブリッシング (KDP)にて自ら電子書籍として発売開始
- 銭（コミックビーム連載、全7巻）
- オールナイトライブ（コミックビーム（エンターブレイン）連載、全6巻）
- アジアを喰う ―8ヶ国ゆらゆら喰って寝るッ!　夫婦で放浪!402日 - 双葉社(2001/11) ISBN 978-4575293005 Kindle版あり
- マンガ 化学式に強くなる ―さようなら、「モル」アレルギー （原作：高松正勝） - ブルーバックス（講談社）(2001/6/20) ISBN 978-4062573344
- マンガ 物理に強くなる ―力学は野球よりやさしい（原作：関口知彦） -ブルーバックス（講談社） (2008/8/21) ISBN 978-4062576055
- 僕と日本が震えた日（全1巻、月刊COMICリュウ掲載・WEB連載） - 徳間書店  (2012/3/2) ISBN 978-4199502866
- 放射線の正しい測り方（WEB上の電子コミックとしてパブーにて無償公開）
- 流出者 ナガレモノ - エンターブレイン (2008/2/25) ISBN 978-4757740334

各所で掲載された読み切りや単行本未収録作品を集めたもの。掲載誌の右開き左開きの違いから、右読みと左読みの作品を同時収録。
- エガリテ（テニスマガジン（ベースボール・マガジン社）連載） - お気軽テニスマンガ「エガリテ」(2013/11/29)としてKindle版あり
- ソフトパラドックス（ファミコン通信連載、週刊ファミコン通信 1992年４月17日号増刊 ファミ通コミックno.1掲載）
- ポピュラアース（増刊ファミコン通信連載、週刊ファミコン通信 1992年7月3日号増刊 ファミ通コミックno.2掲載）
- 投げやりファミコン四コママンガ　手前みそ
- ネットワーク22（ビッグコミックスピリッツ 漫画家デビュー作）
- ナナのリテラシー（コミックビーム（エンターブレイン）連載、全3巻）

### その他
- ファミコン必勝本 『亀・松＆みそのハードディズナイト』連載コラム カットイラスト・4コマ漫画
- 『石道』（ゲームボーイ アスキー 1990年）マニュアルイラスト
- 『ジャンボ尾崎のホールインワン』（スーパーファミコン HAL研究所 1991年）広告漫画「ジャンボ尾崎のHOLE IN ONE あげちゃった」
- 『シムシティ2000』（スーパーファミコン イマジニア 1995年）広告漫画「シムシティ2000は地味か？」
- 『ナムコアンソロジー1』（プレイステーション ナムコ 1998年）広告漫画「ナムコアンソロジーはよい！」
- 中学校教科書の理科『新編 新しい科学』の挿絵マンガ『科学でGo!』シリーズ（東京書籍、平成27年検定版）